# Box Set (Me First and the Gimme Gimmes)
Box Set è una raccolta di singoli della cover band statunitense Me First and the Gimme Gimmes, pubblicato il 27 novembre 2001.

## Descrizione
Il cofanetto contiene i primi dieci singoli del gruppo pubblicati tra il 1995 e il 2001 per altrettante etichette discografiche diverse, con l'aggiunta del singolo inedito Bob. I primi 10 singoli sono stati pubblicati in edizioni limitate, mantenendo però 500 copie di ciascun singolo in previsione della pubblicazione di Box Set (esistono quindi solo 500 copie del singolo inedito Bob).
Il disco è stato venduto dalla Fat Wreck Chords per il prezzo di 100 dollari. I 45 giri venivano inviati in una confezione a forma di borsa da bowling, insieme a 4 spille, 3 adesivi e 2 sottobicchieri.

## Tracce
- Denver

1. Country Roads
2. Leaving on a Jet Plane

- Billy

1. Only the Good Die Young
2. Uptown Girl

- Diamond

1. Sweet Caroline
2. America

- Paul

1. Me and Julio Down by the School Yard
2. Mother and Child Reunion

- Barry

1. Mandy
2. I Write the Songs

- Elton

1. Don't Let the Sun Go Down on Me
2. Rocket Man

- Garf

1. The Boxer
2. I Am a Rock

- In Your Barcalounger

1. Fire and Rain
2. You've Got a Friend

- Shannon

1. Runaway
2. Hats Off to Larry

- Stevens

1. Father and Son
2. Wild World

- Bob

1. Blowin' in the Wind
2. The Times They Are A-Changin'